# تاريخ الأخلاقيات

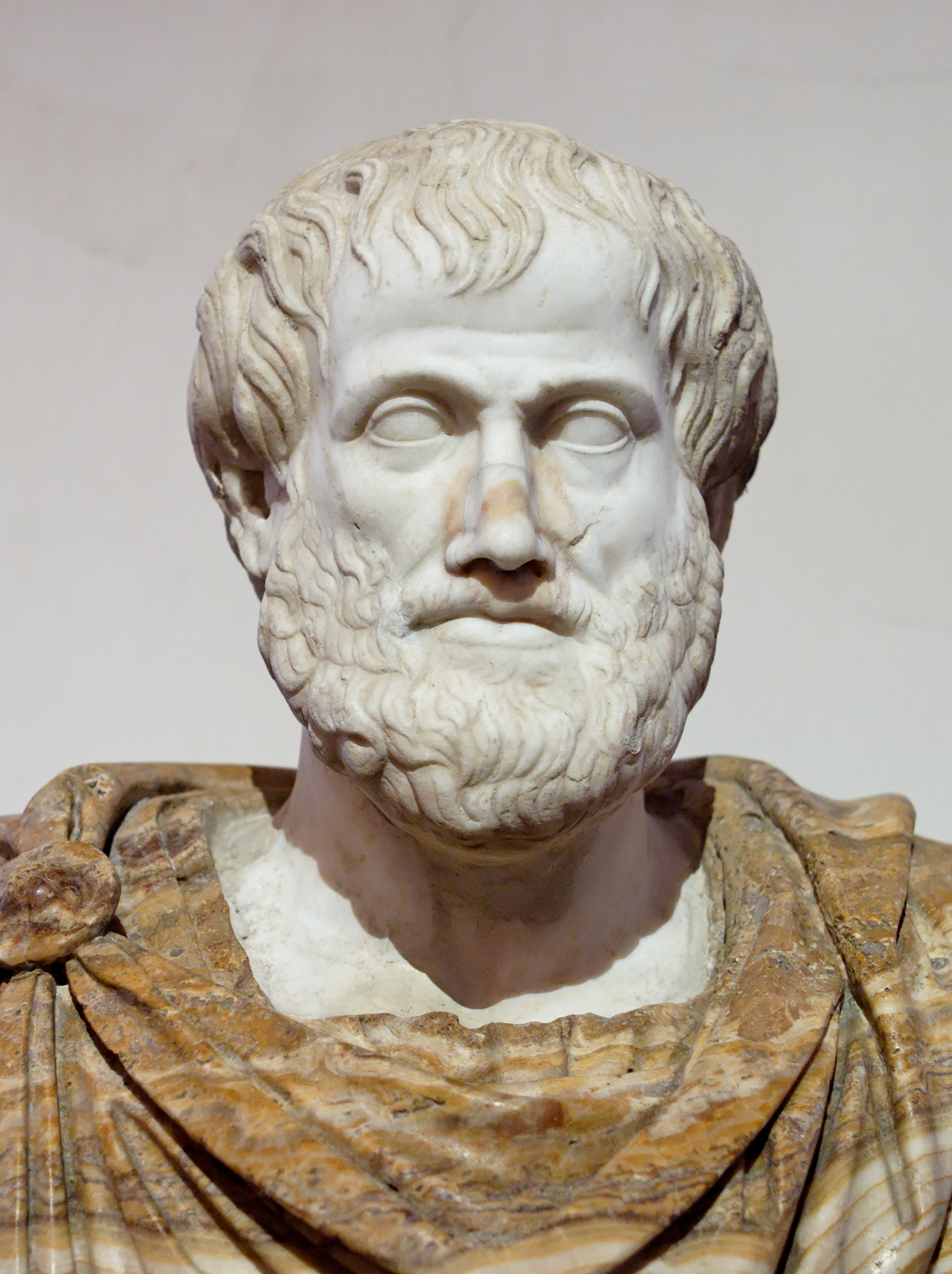

تُعتبر الأخلاقيات فرعًا من أفرع الفلسفة التي تتناول السلوك الأخلاقي الصحيح والخاطئ، والمفاهيم الأخلاقية (كالعدالة والفضيلة والواجب مثلًا)، واللغة الأخلاقية. تشتمل الأخلاقيات أو الفلسفة الأخلاقية -باعتبارها فرعًا من أفرع الفلسفة- على «منهجة المفاهيم المتعلقة بالسلوك الصحيح أو الخاطئ والدفاع عنها والتوصية بها». يُعنى مجال الأخلاقيات -كما هو الحال مع فلسفة الجمال- بالمسائل القيّمة، وبالتالي تنطوي الأخلاقيات على الفرع الفلسفي المُسمى بعلم القيم (أكسيولوجيا).
تطرح النظريات الأخلاقية المتعددة إجابات مختلفة على سؤال «ما هو الخير الأعظم؟»، وتصيغ مجموعةً كاملةً من السلوكيات المناسبة لكل من الأفراد والجماعات. ترتبط النظريات الأخلاقية بشكل وثيق بأشكال الحياة في مختلف الأنظمة الاجتماعية.

## الأصول
تصور القصائد الملحمية -التي شكلت نقطة البداية لمختلف أشكال الأدب العالمي- مجموعةً من القيم التي تتماشى مع صورة القائد القوي لقبيلة صغيرة، وتُعتبر ملحمة جلجامش من آداب بلاد الرافدين وملحمة الإلياذة لهوميروس وملاحم إيداس الأيسلندية من الأمثلة على ذلك. تنطوي السمات الأساسية للبطل على الشجاعة والنجاح، وهي سمات غير مقيدة بالاعتبارات الأخلاقية عمومًا. تشتمل السلوكيات الملائمة للبطل على الانتقام والثأر. لا تتصف الآلهة المذكورة في مثل هذه الملاحم بدفاعها عن القيم الأخلاقية، بل تتسم بكونها قوى طبيعية متقلبة، ويتوجب على الجميع خشيتها واسترضائها.
ترد الادعاءات الأخلاقية الحازمة في بعض أدبيات الحضارات القديمة، ولا سيما الأدبيات التي تستهدف الطبقات الدنيا من المجتمع. يقدم كل من تقويم المزارعين السومري وتعاليم أمينيموبي المصرية النصح للمزارعين بترك بعض الحبوب لجامعي البذور الفقراء، ووعدوا من يفعل ذلك بنعم إلهية. طرحت العديد من الأديان القديمة وبعضًا من المفكرين الأخلاقيين رؤيتهم حول القاعدة الذهبية، التي جاء في نموذجها السلبي: لا تعامل الناس بما لا تحب أن يعاملوك به.

## الأخلاقيات اليهودية
نشأ مفهوم شبيه بالمفهوم اليوناني لـ «الأخلاقيات» في كل من التقاليد اليهودية التي تعود إلى 4000 عام على الأقل والتعليمات التوراتية الشفهية والمكتوبة والقبلانية، وذلك منذ بداية التوحيد الأخلاقي في اليهودية (العبرية). 

## الأخلاقيات اليونانية القديمة
نظر سقراط إلى الخير الأعظم باعتباره «الشكل السامي للخير في حد ذاته» بحسب ما جاء في الجمهورية لأفلاطون. يشبّه سقراط الخير بالشمس، إذ تمنح الشمس النور والحياة للأرض، ويقدم الخير المعرفة والفضيلة للعالم المعروف، فهو سبب الطيبة في الناس والأفعال وهو سبب الوجود والمعرفة. يعتقد سقراط أن حب الخير بحد ذاته والسعي وراءه (بدلًا من السعي وراء أي شيء خيّر) هو الهدف الرئيسي للتعلم (وخصوصًا) الفلسفة.
عاش سقراط حياةً أخلاقيةً على الصعيد الشخصي، إذ كان عفيفًا وتقيًا وأمينًا ومساندًا لأصدقائه. يدافع سقراط في غورغياس عن الفكرة القائلة إن التعرض للظلم أفضل من ممارسته. نظر اليونانيون إلى هذه الفكرة باعتبارها مفارقةً، لكن لم يمنع هذا الأمر سقراط من الدفاع عن فكرته والعيش وفقًا لها دومًا، فقد اعتقد أن الشر مدمر للروح التي اعتبرها أسمى ما يملكه البشر. يواجه سقراط في الجمهورية تحديًا يتمثل في الدفاع عن وجهة النظر القائلة بوجود أسباب تدفعنا للتحلي بالأخلاق بعيدًا عن المصلحة الذاتية العقلانية، وذلك ردًا على حجج غلاوكون في الكتاب الثاني. يطرح الجمهورية الفكرة المتمثلة بضرورة وصول المرء لحالة من التناغم الداخلي بين أجزاء الروح لكي يصبح خيّرًا بالمعنى الأخلاقي للكلمة. وفي المقابل، تتشابه المثل الأخلاقية التي طرحها أفلاطون في الجمهورية مع مفهوم هوميروس حول زعيم القبيلة أو المدينة: يتجسد الهدف الأخلاقي الرئيسي في إدارة الزعيم الناجحة للمدينة وتحقيقه للتناغم الداخلي، لكن لا يتحدث أفلاطون كثيرًا عن أي نوع من الالتزامات الأخلاقية الصارمة التي يخضع لها الحاكم.